# ظرفیت تولید
ظرفیت تولید ( به انگلیسی: Productive Capacity) حداکثر خروجی مقدور برای یک اقتصاد است. به نقل از کنفرانس تجارت و توسعه سازمان ملل متحد (UNCTAD)، هیچ تعریف توافق شده‌ای از حداکثر خروجی وجود ندارد. سازمان UNCTAD، این تعریف را برای ظرفیت تولید پیشنهاد می‌کند: " منابع تولیدی، قابلیت‌های کارآفرینی و پیوندهای تولیدی که مجموعاً ظرفیت یک کشور را برای تولید کالاها و خدمات تعیین می‌کنند،" ظرفیت تولید نام دارد. این تعریف می‌تواند برای منابع یا دارایی‌های فردی نیز به‌کار رود. برای مثال، ظرفیت تولید یک منطقه از زمین ‌های ‌کشاورزی. 

## تعریف عمیق‌تر

تصویر ۱: یک منحنی امکانات-تولید

ظرفیت تولید شباهت زیادی به منحنی امکانات-تولید (PPF) دارد. منحنی امکانات-تولید پاسخ دهنده این سوال است که حداکثر ظرفیت تولید یک اقتصاد معین چقدر است؛ که خود، به معنای استفاده از حداکثر منابع اقتصادی برای  بیشینه کردن خروجی می‌باشد. در یک نمودار استاندارد PPF، دو نوع کمیت کالا تنظیم شده است. PPF حداکثر مقداری که می‌توان از تمام حالات ترکیبی این کالاها به دلیل کمیاب بودن منابع توسط یک اقتصاد معین تولید شود که یک خط شیب‌دار با شیب منفی ایجاد می‌کند را، نشان می‌دهد. وقتی جسمی معین به نقطه‌ای زیر خط می‌رسد، آن جسم پایین‌تر از پتانسیل تولیدی است. هنگامی که ترکیب کمیت تولیدی از دو کالای موجود در نمودار به نقطه‌ای می‌رسد که روی منحنی PPF قرار می‌گیرد، تولید در حداکثر بهره‌وری خود قرار می‌گیرد که بالاترین بازدهی را ایجاد می‌کند. رسیدن به هر وضعیت دیگری غیر ممکن است زیرا منحنی مربوطه محدودیتی را برای تولید کالا مشخص می‌کند که امکان تجاوز از آن وجود ندارد. در نمودار ظرفیت تولید، در محور افقی، کالاهای سرمایه‌ای و در محور عمودی، کالاهای مصرفی نمایش داده می‌شود. عملکرد نمودار ظرفیت تولید مانند منحنی PPF است. تنها خروجی ‌های امکان‌پذیر آن‌هایی هستند که زیر و روی منحنی PPF قرار دارند. اگر یک اقتصاد دچار کمبود تولید باشد، نقطه خروجی در زیر پتانسیل تولید قرار می‌گیرد، اقتصاد حداکثر پتانسیل بازدهی بالقوه خود را از دست می‌دهد و ظرفیت اضافی ایجاد می‌شود. این امر به معنای این است که اقتصاد، تولید ناخالص داخلی کمتری از حد ممکن دارد. اقتصادی که همه افراد فعال اقتصادی و تمام منابعی را که به طور کارآمد به کار گیرد، از لحاظ تولید روی منحنی PPF قرار می‌گیرد و در نتیجه بزرگترین تولید ناخالص داخلی ممکن را محقق می‌سازد. 

## تقویت ظرفیت تولید
در راستای هدف جهان برای افزایش رفاه عمومی، ظرفیت تولید نیز باید افزایش یابد. در دنیای ناکامل ما، همواره کارگرانی هستند که به کار گرفته نمی‌شوند و منابعی هستند که به طور کارآمد از آن‌ها استفاده نمی‌شوند. به همین دلیل، دولت‌ها می‌توانند در افزایش آن موفق باشند. فرآیند افزایش ظرفیت تولید می‌تواند به دلایل زیادی مرتبط باشد، مانند:

### 1-کمیت نیروی کار
مهم ترین عامل گستردگی و واجد شرایط بودن نیروی کار اقتصاد است. با داشتن افراد فعال اقتصادی بیشتر، بیکاری کم و سطح بالای سرمایه انسانی، اقتصاد قادر است منحنی PPF خود را به سمت راست حرکت دهد.

### 2-بهره‌وری نیروی کار
ارتباط نزدیکی با تحصیلات، انگیزه، کارایی در کار و غیره دارد. افرادی که به انگیزه درونی دست می‌یابند، فعالیت‌های مرتبط با کار بیشتری را نسبت به افرادی که کار خود را کسل کننده می‌دانند، انجام می‌دهند. با نیروی کار مؤثرتر، یک ملت پتانسیل بیشتری برای به حداکثر رساندن بهره‌وری خود دارد، بنابراین به دلیل تأثیر مثبت روی بهره‌وری نیروی کار که بازدهی آنان را افزایش داده و در نتیجه سبب رشد تولید ناخالص داخلی می‌شود، خروجی نیز افزایش می‌یابد.

### 3-اندازه سرمایه
تعداد منابع مالی. شامل دارایی‌های مالی، شرکت‌ها، ماشین‌آلات، امتیاز حق‌ اختراع (patent) یا فناوری‌هایی است نیروی کار می‌توانند در فرآیند تولید استفاده کنند. تمایز قائل شدن بین هزینه کردن و سرمایه‌گذاری امری مفید است زیرا سرمایه‌گذاری اغلب موجب افزایش سرمایه می‌شود یا با آن مرتبط است‌. با توجه به موارد ذکر شده، شرکت‌ها، دولت‌ها یا حتی کل جامعه می‌توانند وضعیت بهتری داشته باشند.

### 4-پتانسیل کارآفرین
پتانسیل غیر قابل اندازه گیری افراد در یک وضعیت خاص برای نوآوری، ریسک کردن یا ایجاد شرکت ‌های جدید. با کارآفرینان بیشتر، رقابت باشکوه‌تری وجود خواهد داشت که می‌تواند منجر به تعادل شود. بدون کارآفرینان، دولت ‌ها پتانسیل زیادی برای انتقال ظرفیت تولیدی خود به سمت راست ندارند.

### 5-سیاسی
در کشورهایی که تحت تأثیر درگیری‌های مسلحانه، مبارزه برای قدرت، مافیا و غیره قرار دارند، جریان سرمایه‌گذاری بدون تمام موارد ذکر شده در بالا، به اندازه‌ای نیست که می‌تواند باشد. شرکت‌هایی که می‌خواهند تولید خود را به کشورهای دیگر گسترش دهند، اغلب کشورهایی را انتخاب می‌کنند که ثبات سیاسی بالایی دارند، زیرا نمی‌خواهند ریسک کنند. این واقعیت که سرمایه‌گذاری مستقیم از یک کشور خارجی عمدتاً مزایای زیادی برای کشوری که در آن سرمایه‌گذاری می‌شود به همراه دارد، به طور گسترده‌ای شناخته شده است. برخی از این مزایا می‌تواند نوآوری‌های فناوری، ایجاد شغل، بهبود روابط بین دولت‌های مشمول این فرآیند و بسیاری موارد دیگر باشد.

تصویر ۲: انتقال همگن منحنی امکانات-تولید دو محصول در یک اقتصاد به سمت راست

## ظرفیت تولید کشورهای کمتر توسعه یافته جهان (LDC)
تمام عبارات ذکر شده که می‌تواند برای افزایش ظرفیت تولید به کارگرفته شوند، در مورد LDC نیز صدق می‌کند. سرمایه‌گذاری در سرمایه‌های انسانی، سرمایه‌ مالی، ارائه آموزش بهتر، نوآوری یا پرورش کارآفرینان - همه اینها باید به طور خاص در این کشورها پیاده سازی شود. اگرچه، به دلیل موقعیت شروع خاص آن، چندین توصیه اضافی برای موفقیت در فرآیند افزایش ظرفیت تولیدی وجود دارد: 
1. بهبود محیط یک کشور: کیفیت زیرساخت‌ها، حمل و نقل یا خدمات مخابراتی باید بهبود یابد تا سرمایه‌گذاران کشورهای خارجی را ترغیب کنند. بدون سرمایه‌گذاری در محیط، شانس دولت‌ها برای مدیریت جریان سرمایه‌گذاران به صفر می‌رسد.
2. بهبود منبع تغذیه: امروزه بیشتر مکان‌ها به برق وابسته است. بدون منبع تغذیه مناسب، هیچ سرمایه‌گذاری به دلیل برق مورد نیاز برای تحقق سرمایه‌گذاری‌ها و بسیاری دلایل دیگر نخواهد آمد.
3. ساخت زیرساخت ‌های اجتماعی: زیرساخت‌های اجتماعی شامل ساختمان‌هایی است که آموزش، بهداشت، بانکداری و غیره را برای مردم فراهم می‌کند. همه اینها به اندازه موارد ذکر شده در بالا حیاتی هستند - کشورهای LDC که می‌خواهند در ارتقای کشور خود موفق باشند باید همه اظهارات را با هم بهبود بخشند زیرا آن‌ها ارتباط نزدیکی با سرمایه‌گذاران خارجی ورودی دارند. [۴]